# 힐 맥앨리스터
해리 힐 맥앨리스터 (Harry Hill McAlister, 1875년 7월 15일 - 1959년 10월 30일)는 미국의 변호사이자 1933년부터 1937년까지 제37대 테네시주지사를 지낸 정치인이었다. 그는 또한 1900년대 초반에 내슈빌의 시정부 소속 검사, 그리고 1920년대와 1930년대 초반에 테네시주의 재무관을 지내기도 했다. 대공황이 최고조에 달했을 때 주지사로 선서한 맥앨리스터는 국가 재정 안정을 위한 시도에 대규모 지출 삭감을 제정하였다. 그는 대공황 시대의 구호를 제공하는 데 목표를 둔 주에서 연방 프로그램들을 조정하였다.
맥앨리스터는 강력한 멤피스의 정치 보스 E. H. 크럼프와 불화에 이어 1936년 주의 정치로부터 물러났다. 그는 내슈빌의 지방 법원에서 파산심리인으로서 자신의 일생의 마지막 20년 세월을 보냈다.

## 어린 시절
테네시주 내슈빌에서 변호사이자 판사인 윌리엄 맥앨리스터와 로라 도치의 아들로 태어났다. 그는 밴더빌트 대학교에서 수학하여 1897년 법학 학사와 함께 졸업하였다. 그는 변호사 자격을 얻고 1899년 내슈빌에서 개업을 시작하였다.
1901년 맥앨리스터는 내슈빌의 보조 시정부 소속 검사가 되었고 1905년 정식 시정부 소속 검사로 올라갔다. 그는 1910년 테네시주 상원으로 선출되었고 2개의 기간들 (1911년 - 1915년)을 지냈다. 주의 상원으로서 그는 교육과 아동 노동에 관한 법률을 더욱 엄격하게 집행할 것을 요구하였고 더욱 나은 식품 및 의약품 조사를 옹호하였다. 그는 또한 내슈빌을 위하여 결핵 병원을 위한 자금을 조달하려고 했다. 맥앨리스터는 1916년 우드로 윌슨 대통령을 위한 선거인이었으며 1918년부터 1920년까지 주의 민주당 집행위원회에 지냈다.
1919년 테네시주 총회는 맥앨리스터를 주의 재무관으로 임명하였다. 그는 1927년까지 그리고 1931년부터 1933년까지 다시 이 직위에 근무하였다. 1920년대 동안 그는 주가 절박한 금융위기를 향했다는 것을 꾸준히 경고하였고 주지사 오스틴 피이의 개혁을 공격하였다.

## 테네시주지사
1926년의 주지사 경선에서 맥앨리스터는 현직 주지사 오스틴 피이를 상대로 민주당의 후보 지명을 구했다. 피이는 주 정부를 근본적으로 변화시켰고 진행 중에 다수의 자신의 당원들을 화나게 하였으며 그들 중에 정치 보스인 멤피스의 E. H. 크럼프와 내슈빌의 힐러리 하우즈가 있었다. 크럼프와 하우즈의 도움으로 맥앨리스터는 셸비군과 데이비드슨군을 이길 수 있었으나 피이는 주의 시골 지역들과 테네시주 동부를 이겼으며 7,000개의 투표에 의하여 후보 지명을 위하여 맥앨리스터를 꺾었다.
1928년 맥앨리스터는 다시 후보 지명을 구했으며 이번에는 이전의 해에 피이의 사망에 이어 주지사가 된 헨리 H. 호턴을 상대로였다. 호턴이 강력한 출판인 루크 리의 지지를 가졌던 동안 맥앨리스터는 크럼프와 하우즈의 지지를 가졌다. 3번째 후보 루이스 S. 포프도 또한 후보 지명을 구했다. 기본 캠페인이 열심히 싸웠어도 맥앨리스터는 부족했고 호턴에게 97,333개 대 92,017개의 투표로 패하였다.
1930년 후순까지 1929년 월스트리트 대폭락의 효과들이 테네시주에 도달하였다. 총선에서 호턴이 승리한지 며칠 후에 리의 사업 동료 로저스 콜드웰에 의하여 통제되었던 다수의 은행들이 실패하여 구고 예금에 6백만 달러를 털었다. 호턴은 탄핵을 향하였고 리는 은행 사기 혐의로 기소되었다. 주의 하원에서 호턴의 탄핵을 요구한 운동이 실패했던 동안 콜드웰과 리는 결국적으로 은행 사기 혐의로 유죄 판결을 받았다.
임박한 위기에 관하여 경고를 한 맥앨리스터는 주의 재무관으로 재임명되었고 1932년 다시 주지사를 위한 당의 후보 지명을 구했다. 호턴이 탄핵에서 살아남았어도 그는 더욱 나가서 재선을 추구하지 않았고 맥앨리스터의 주요 경쟁자들은 포프와 전 주지사 맬컴 R. 패터슨이었다. 셸비군에서 맥앨리스터에게 25,000개의 투표 이점을 준 크럼프의 지지는 맥앨리스터가 포프를 위한 108,400개, 그리고 패터슨을 위한 60,520개에 117,400개의 투표로 후보 지명을 이기면서 결정적인 요인으로 증명하였다. 포프는 크럼프를 유권자 사기 혐의로 고발하였고 무소속으로서 총선에서 맥앨리스터를 상대로 나갔다. 선거의 날에 맥앨리스터는 공화당 후보 존 E. 매콜을 위한 117,797개, 그리고 포프를 위한 106,990개에 169,075개의 투표와 함께 쉽게 이겼다.
6백만 달러의 주의 빚과 비지니스와 은행의 실패들에 의하여 황폐화된 경제를 향한 맥앨리스터는 즉시 주 정부를 다듬기 시작하였다. 그는 정부 인력 중에서 2,300개의 직업들을 깎아내렸고 주의 지출에서 7백만 달러를 삭감하였다. 이 삭감들은 맥앨리스가 한해에 35,000 달러에서 겨우 1,000 달러로 줄인 주지사의 저택 비용을 포함하였다. 맥앨리스터는 테네시강 유역 개발 공사와 다른 대공황 시기의 연방 프로그램들을 지지하였다. 노리스 댐과 픽윅 랜딩 댐의 건설은 그의 재직 동안 시작되었다.
1933년 4월 맥앨리스터의 임기 시작 직후에 테네시주는 붓꽃속을 주를 상징하는 꽃으로, 그리고 흉내지빠귀를 주를 상징하는 새로 채택하였다.
1934년 크럼프의 권력을 무너뜨리기로 결심한 포프는 다시 민주당 후보 지명을 위하여 맥앨리스터를 도전하였으나 부족하여 맥앨리스터의 191,460개에 137,253개의 투표 만을 얻었다. 포프는 무소속으로서 다시 나갔고 전 공화당 주지사 벤 W. 후퍼와 합병 공천 후보 (20여년 전에 후퍼를 선출했던 것과 비슷한)를 형성하려고 했다. 포프가 크럼프의 동맹자 케네스 매켈라를 상대로 그의 상원 캠페인에서 후퍼를 지지하는 데 독립적인 민주당원들을 요청했던 동안 후퍼는 주지사 선거에서 포프를 지지하는 데 공화당원들을 요청하였다. 하지만 포프가 198,743개에 122,965개의 투표로 맥앨리스터에게 패하고 매켈라가 확실하게 후퍼를 꺾으면서 계획은 실패하였다.
자신의 2번째 기간 동안 맥앨리스터는 주의 소비세를 제안하면서 크럼프를 화나게 했다. 주의 하원에서 크럼프의 동맹자들은 세금을 물리치고 그는 맥앨리스터를 위한 지지를 중단하여 그를 "우리의 유감스러운 주지사"로 불렀다. 맥앨리스터는 멤피스에서 술의 판매를 허용하는 것을 거부했을 때 더욱 크럼프를 화나게 했다 (연방 금주법은 미국 수정 헌법 제18조의 폐지로 끝났으나 주의 금주법은 유효하게 남아있었다). 크럼프의 지지 없이 자신이 이길 가능성이 거의 없다는 것을 깨닫은 맥앨리스터는 3번째 기간으로 재선을 추구하지 않았다.

## 이후의 세월
자신의 2번째 기간에 이어 맥앨리스터는 내슈빌에 있는 저택으로 퇴직하고 지속적으로 변호사 개업을 하였다. 1936년 그는 워싱턴 D. C.에서 역청탄 중개료를 위한 현장 변호사로 임명되었다. 1940년 그는 내슈빌의 연방 지방 법원을 위한 파산심리인으로 임명되었고 자신의 일생의 나머지 동안 이 직위에 남아있었다. 그는 1959년 10월 30일에 사망하여 내슈빌의 마운트 올리벳 묘지에 안장되었다.

## 가족
맥앨리스터는 자신의 모친을 통하여 2명의 전직 테네시주지사들 - 자신의 고조조부 윌리 블라운트 (1768년-1835년)와 증조부 에런 V. 브라운 (1795년-1859년)의 후손이었다. 윌리 블라운트는 준주 주지사 윌리엄 블라운트의 이복 동생이었다.
1901년 맥앨리스터는 미국 대법원의 판사 하우얼 E. 잭슨의 딸 루이즈 잭슨에게 결혼하였으며 부부는 2명의 딸을 두었다.

## 역대 선거 결과
| 선거명      | 직책명        | 대수 | 정당   | 득표율 | 득표수    | 결과 | 당락               |
| ----------- | ------------- | ---- | ------ | ------ | --------- | ---- | ------------------ |
| 1932년 선거 | 테네시 주지사 | 37대 | 민주당 | 42.75% | 169,075표 | 1위  | 테네시 주지사 당선 |
| 1934년 선거 | 테네시 주지사 | 37대 | 민주당 | 61.78% | 198,743표 | 1위  | 테네시 주지사 당선 |